# نیکیفور کلچنکو
نیکیفور کلچنکو (اوکراینی: Никифор Тимофійович Кальчекно؛ ۲۷ ژانویهٔ ۱۹۰۶ – ۱۴ مهٔ ۱۹۸۹) سیاستمدار اهل اتحاد جماهیر شوروی بود. وی از ۱۵ ژانویه ۱۹۵۴ تا ۲۸ فوریه ۱۹۶۱ نخست‌وزیر جمهوری اوکراین شوروی بود.
نیکیفور کلچنکو در ۱۴ مه ۱۹۸۹، در سن ۸۳ سالگی درگذشت.
وی همچنین برندهٔ جوایزی همچون مدال بیستمین سال پیروزی در جنگ بزرگ میهنی (۱۹۴۵–۱۹۴۱)، نشان انقلاب اکتبر، مدال دفاع از اودسا، مدال به خاطر پیروزی مقابل آلمان در جنگ بزرگ میهنی (۱۹۴۵–۱۹۴۱)، قهرمان کار سوسیالیست، روبان مدال چهلمین سال پیروزی در جنگ بزرگ میهنی (۱۹۴۵–۱۹۴۱)، مدال به مناسبت یکصدمین سالگرد تولد ولادیمیر ایلیچ لنین، نشان پرچم سرخ کار، مدال دفاع از قفقاز، نشان پیش‌کسوت کار، نشان پرچم سرخ، نشان لنین، مدال تسخیر برلین، مدال شجاعت کار، و مدال آزادسازی پراگ شده‌است.